# Красниковский, Георгий Владимирович
Георгий Владимирович Краснико́вский (1906—1987) — советский горный инженер.

## Биография
Родился 10 октября 1906 года в деревне (ныне село Бёхово, Заокский район, Тульская область) в семье учителя, позже ставшего священником. В 1908 году семья переехала в Нежин (Черниговская губерния).
После обучения в ДГИ (1926—1930) преподавал там же и занимался исследованиями вопросов совершенствования способов вскрытия и разработки крутых пластов Центрального района Донбасса.
В 1933—1937 начальник участка, затем главный инженер шахты № 10 имени Артема треста «Лугануголь».
В 1937 году назначен главным инженером треста «Артемуголь» (самого крупного в Донбассе), через год переведен на должность главного инженера комбината «Донбассуголь». После разделения «Донбассугля» на три комбината переехал в Москву, работал главным инженером Главугля Донбасса и Кавказа.
После начала Великой Отечественной войны осуществлял техническое руководство угольной промышленностью Средней Азии. В 1942—1943 годах главный инженер комбината «Тулауголь». В конце 1943 года, после освобождения Восточной Украины, назначен главным инженером Главного управления по восстановлению шахт Донбасса.
В 1946—1956 годах в центральном аппарате МУП СССР: начальник технического управления, член коллегии министерства, заместитель министра.
В 1956—1958 годах министр строительства предприятий угольной промышленности УССР. В 1958—1959 годах в Госплане УССР: начальник топливного отдела — член коллегии в ранге министра УССР.
В 1959 году переведен в Москву на должность начальника отдела угольной, торфяной и сланцевой промышленности Госплана СССР. В 1960—1962 годах начальник отдела угольной, торфяной и сланцевой промышленности Госэкономсовета СССР.
В 1962—1981 годах председатель Государственной экспертной комиссии Госплана СССР.
В 1960—1964 годах зав. кафедрой «Разработки пластовых месторождений» Московского горного института (сегодня — Горный институт НИТУ «МИСиС»). Профессор (1962). Преподавал на кафедре до 1986 года.
С декабря 1946 по август 1955 года и с октября 1960 по июль 1974 года главный редактор журнала «Уголь».

## Награды и премии
- Сталинская премия третьей степени (1949) — за создание и внедрение в угольную промышленность железобетонных трубчатых стоек
- Сталинская премия второй степени (1951) — за коренные усовершенствования методов добычи угля на шахтах треста «Несветайантрацит» комбината «Ростовуголь» и организацию работ в лавах по графику 1 цикл в сутки
- три ордена Ленина (в том числе 10.10.1956)
- три ордена Трудового Красного Знамени (11.11.1966; …)
- орден Дружбы народов (11.10.1976)
- медали
- знак «Шахтёрская слава» I и II степени.